# Malcolmia doumetiana
Malcolmia doumetiana là một loài thực vật có hoa trong họ Cải. Loài này được Pomel mô tả khoa học đầu tiên.